# سنگ بیجار
سنگ بیجار، روستایی پهلوان پرور از توابع بخش مرکزی شهرستان فومن در استان گیلان ایران است که خود به دو منطقه ی سنگ بیجار پایین و سنگ بیجار بالا تقسیم شده است،این دیار خوبان و نیک نامان را میتوان به عنوان یکی از زیبا ترین و خوش آب هوا ترین روستا های کشور با مردمانی خون گرم و با وجود نامید.(زین سو سنگبیجار است اگر عقابی بخواهد بر فراز آسمانش پرواز کند باید بال های خود را باج دهد) دیار شیر مردان...

## جمعیت
این روستا در دهستان رودپیش قرار دارد و براساس سرشماری مرکز آمار ایران در سال ۱۳۸۵، جمعیت آن ۸۰۵ نفر (۲۱۲خانوار) بوده‌است.